# Márta norvég trónörökösné
Bernadotte Márta (teljes nevén Märtha Sofia Lovisa Dagmar Thyra; Stockholm, 1901. március 28. – Oslo, 1954. április 5.), II. Oszkár svéd és norvég király unokája, valamint Olaf norvég királyi herceg (a későbbi V. Olaf norvég király) felesége. Ő volt az első modern kori norvég trónörökösné, aki nem volt egyben svéd vagy dán trónörökösné is. 1901-től a svéd–norvég perszonálunió 1905-ös felbomlásáig norvég hercegnő is volt.

## Élete
Stockholmban született a Bernadotte-ház tagjaként. Szülei Bernadotte Károly svéd királyi herceg és Ingeborg dán királyi hercegnő voltak.
1929-ben feleségül ment Olaf norvég királyi herceghez az Oslói székesegyházban.
Hosszú betegség után, rákban halt meg 1954-ben, három évvel férje trónra lépése előtt. 

## Fordítás
- Ez a szócikk részben vagy egészben a Princess Märtha of Sweden című angol Wikipédia-szócikk ezen változatának fordításán alapul.  Az eredeti cikk szerkesztőit annak laptörténete sorolja fel. Ez a jelzés csupán a megfogalmazás eredetét és a szerzői jogokat jelzi, nem szolgál a cikkben szereplő információk forrásmegjelöléseként.